# Morgantown, West Virginia
Morgantown là một thành phố thuộc tiểu bang West Virginia, Hoa Kỳ. Morgantown là là quận lỵ của Quận Monongalia, Tây Virginia, nằm dọc theo bờ sông Monongahela. Với dân số vĩnh viễn 31.073 mỗi ước tính năm 2015 của Hoa Kỳ, Morgantown là thành phố lớn nhất ở Bắc Trung Tây Virginia. Khu vực đô thị Morgantown có dân số 138.176 người, và lớn thứ 3 ở Tây Virginia. Đại học West Virginia bổ sung thêm hàng nghìn cư dân theo mùa vào thành phố và khu vực xung quanh từ tháng 9 đến tháng 5. Morgantown được biết đến như là nhà của Đại học West Virginia và Hệ thống Vận chuyển Nhanh Nhanh Cá nhân Morgantown.

## Lịch sử

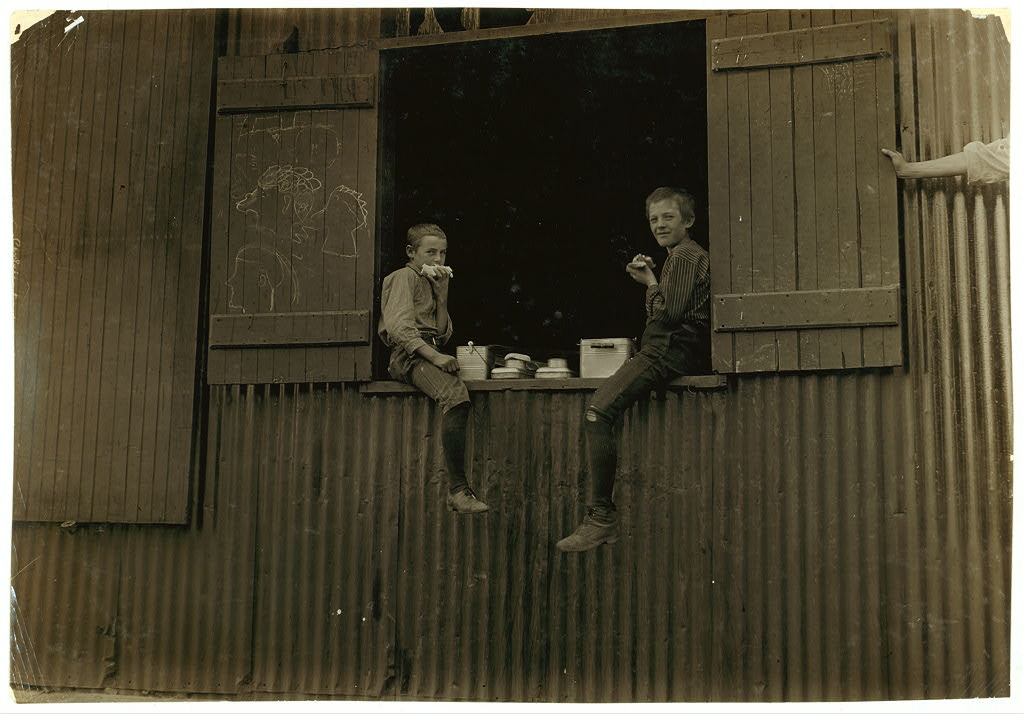
Thời gian ăn trưa cho hai cậu con trai làm việc tại Nhà máy Glass Economy ở Morgantown, 1908. Ảnh của Lewis Hine.

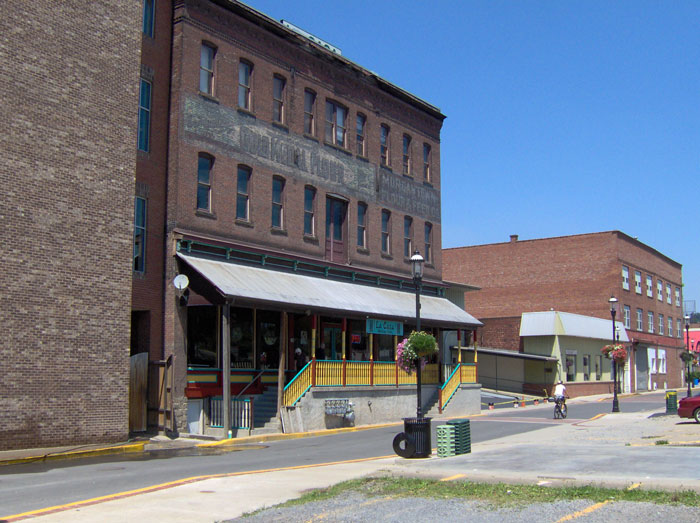
Kho chứa lịch sử ở Wharf District, được chuyển đổi sang nhà hàng vào cuối những năm 1990s / đầu 2000

Morgantown gắn chặt với cuộc đấu tranh Anh-Pháp cho lãnh thổ này. Cho đến khi Hiệp ước Paris năm 1763, cái mà bây giờ được gọi là Morgantown đã bị tranh cãi bởi những người định cư và thổ dân Mỹ, và bởi người Anh và Pháp. Hiệp ước đã quyết định vấn đề ủng hộ chiến dịch của Anh, nhưng cuộc chiến ở Da Đỏ vẫn tiếp tục gần như bắt đầu cuộc Cách mạng Hoa Kỳ.